# Mattias Caduff
Mattias Caduff (* 1962 in Zürich) ist ein Schweizer Künstler und Filmschaffender.
Mattias Caduff studierte bei Günther Uecker Bildhauerei an der Kunstakademie Düsseldorf und Medienkunst an der Kunsthochschule für Medien in Köln. Er arbeitete als Dozent für Video und Filmgeschichte an der Zürcher Hochschule der Künste und der ETH Zürich. Sein Film Gespräch im Gebirg von 2000, der an der Berlinale gezeigt wurde, widmet sich der gleichnamigen Erzählung des Lyrikers Paul Celan. Caduff lebt in Basel.

## Werke (Auswahl)
- Blindnis. 1994
- Gespräch im Gebirg – Bericht eines Lesers. 2000
- Peiden. 2002.